# Parc national du Mont Roraima
Le parc national du Mont Roraima se situe à Uiramutã dans l'État du Roraima au Brésil à la frontière avec le Venezuela et le Guyana.
Le parc a été créé en 1989 et couvre une superficie de 116 000 ha dont la partie brésilienne du mont Roraima.

## Géographie
Le parc comprend une partie de la Sierra de Pacaraima, qui sépare le Brésil du Venezuela et du Guyana. Il porte le nom du mont Roraima, le plus haut des Tepui (près de 3 000 mètres d’altitude). Les altitudes dans le parc varient de 920 à 2780 mètres. Les tepuis sont généralement plates et bordées de falaises abruptes et partiellement dénudées, et sont entourées de larges frontons coupés par des ravins.
Le parc se compose également de savanes (9 900 hectares, soit 8,7 % de la superficie totale), de forêts d’altitude et des rivières avec de forts courants. Le parc abrite également la terre indigène de Raposa Serra do Sol.
Le parc contient les sources des rivières les plus septentrionales qui se jettent vers le sud dans le bassin du rio Branco. Il s’agit notamment de la rivière Cotingo, qui prend sa source au pied du mont Roraima, de la rivière Panari à l’extrémité nord au sud de la chaîne de Caburaí, de la rivière Maú, qui forme la frontière entre le Brésil et la Guyane, et de la rivière Uiilan près des montagnes d’Uiilan. 
Le parc comprend une partie du bassin de la rivière Cotingo, où des plans ont été élaborés pour une centrale hydroélectrique. La région a un fort potentiel pour l’exploitation minière, l’agriculture, l’élevage de bétail et l’écotourisme, ce qui entraîne des tensions entre la population autochtone et les agriculteurs et les colons.

## Faune

### Amphibiens
- Anomaloglossus praderioi
- Anomaloglossus roraima
- Hyla warreni
- Hypsiboas lemai
- Hypsiboas roraima
- Myersiohyla kanaima
- Oreophrynella quelchii
- Oreophrynella macconnelli
- Stefania roraimae

## Flore
- Heliamphora nutans
- Droséra intermédia roraima Drosera hirticalix.
- Brocchinia tatei
- Brocchinia reducta